# Île Neuve
Ne doit pas être confondu avec Île Neuve-Macrière.
L'île Neuve est une île sur la Loire, en France.
L'île est situé près de la rive droite du fleuve, sur le territoire de la commune du Cellier. Elle mesure 2,7 km de long et 340 m de large, pour une superficie de 47 ha.
L'île n'est pas reliée à la rive du fleuve, mais est accessible à pied lorsque le bras nord est asséché.
Elle ne doit pas être confondue avec l'île Neuve-Macrière située à 8 km en amont.